# Mutspitze (Weißkam)
De Mutspitze is een 3257 meter hoge berg in de Ötztaler Alpen in het Oostenrijkse Tirol.
De berg ligt in de Weißkam, aan de zuidelijke rand van de Kesselwandferner. Langs een naar het westen verlopende graat ligt op nog geen kilometer afstand de 3437 meter hoge Vordere Hintereisspitze. Naar het zuidwesten liggen de Hintereiswände op een rijtje. Vanaf het Brandenburger Haus is de top van de berg in ongeveer anderhalf uur te bereiken. Ook het Hochjochhospiz op 2412 meter hoogte kan als startpunt dienen voor een beklimming.